# ビクトリア・アルゲッタ
ビクトリア・アルゲッタ・オノフレ（Victoria Argueta Onofre、1990年12月29日 - ）は、メキシコのプロボクサー。IBF女子世界ミニフライ級王者。ニックネームはChatita。

## 来歴
2010年3月13日、デビュー戦をTKO勝利。
6戦目でメキシコミニフライ王座を獲得。同王座は3度防衛。
2012年10月28日、日本で藤岡奈穂子が持つWBC女子世界ミニフライ級王座に挑戦するが、3回と7回にダウンを奪われ0-3判定負け。初黒星を喫した。
2013年3月2日、グアダループ・ラミレスとWBCシルバー王座を争い、判定勝利。この王座は1度防衛。
2014年5月10日、ナンシー・フランコが持つIBF女子世界ミニフライ級王座に挑戦し、3-0判定で勝利。初の世界戴冠を果たした。
8月9日、アロンドラ・ガルシアの挑戦を受け、2-1判定で初防衛成功。
2015年2月21日、前王者ナンシー・フランコと再戦も、1-2判定で敗れ2度目の防衛ならず陥落。
12月11日、神戸市立中央体育館にてフランコがWBC王座挑戦のため返上し空位となったIBF女子ミニフライ級王座返り咲きを懸けて元WBA王者多田悦子と対戦する予定だったが、来日できなくなったため中止（代替は同胞のカレリー・ロペス）。。

## 戦績
- 15戦 13勝（4KO） 2敗

## 獲得タイトル
- メキシコミニフライ級王座
- WBC女子世界ミニフライ級シルバー王座
- 第3代IBF女子世界ミニフライ級王座（防衛1=陥落）